# Gòrgies de Macedònia
Gòrgies (en llatí Gorgias, en grec antic Γοργίας) fou un dels oficials d'Alexandre el Gran que va acompanyar a Amintes fill d'Andròmenes quan aquest, que havia estat enviat al Regne de Macedònia per aixecar més tropes i cobrar impostos el 332 aC, el va reclutar.
Alexandre el va deixar a Bactra per acabar la submissió del rebels bactrians i impedir qualsevol futura revolta, mentre el rei va anar a Sogdiana (328 aC) per combatre la revolta en aquesta satrapia, segons Flavi Arrià. Després va acompanyar a Alexandre a l'Índia i junt amb Meleagre i Àtal va dirigir als mercenaris en el pas del riu Hidaspes contra el rei Poros el 326 aC.
Justí esmenta un Gòrgies que junt amb altres veterans va ser enviat a casa sota el comandament de Cràter. Si és la mateixa persona, llavors és diferent del Gòrgies que menciona Plutarc, que va servir amb Èumenes de Càrdia en la seva batalla contra Cràter i Neoptòlem a Capadòcia el 321 aC.